# Moszczenica Wyżna
Moszczenica Wyżna est une localité polonaise de la gmina de Stary Sącz, située dans le powiat de Nowy Sącz en voïvodie de Petite-Pologne.